# Isokyrö
Isokyrö (Storkyro en suédois) est une municipalité de l'ouest de la Finlande dans la région d'Ostrobotnie du Sud.

## Géographie
La commune se situe en plein cœur des plaines ostrobotniennes. Elle est traversée par la rivière Kyrönjoki.
Le village-centre est situé à équidistance des villes de Vaasa et de Seinäjoki, traversé par la nationale 16/18.
La vallée de la Kyrönjoki offre un visage largement agricole (13 000 hectares mis en culture), parsemé de 18 petits villages : Hevonkoski, Ikola, Kuivila, Kylkkälä, Laurola, Lehmäjoki, Naarajoki, Napue, Orismala, Orisberg, Palhojainen, Palonkylä, Ritaala, Tuurala, Ulvila, Yryselä, Valtaala, Ventälä.
Les municipalités limitrophes sont Laihia au sud-ouest, Vähäkyrö au nord-ouest, Vörå-Maxmo au nord, et côté Ostrobotnie du Sud Ylihärmä au nord-est, Ylistaro à l'est et Ilmajoki au sud.

## Transports
La nationale 18 passe par Isokyrö.

## Démographie
Depuis 1980, l'évolution démographique d'Isokyrö est la suivante :
| Année      | 1980  | 1985  | 1990  | 1995  | 2000  | 2005  | 2010  |
| ---------- | ----- | ----- | ----- | ----- | ----- | ----- | ----- |
| population | 5 383 | 5 394 | 5 340 | 5 279 | 5 151 | 5 044 | 4 965 |

| Année      | 2015  | 2020  |
| ---------- | ----- | ----- |
| population | 4 785 | 4 510 |

## Histoire
La première paroisse est fondée à la fin du XIIIe siècle. Une première église, toujours debout aujourd'hui, est inaugurée en 1304. La paroisse s'appelle alors Pohjankyrö et comprend la quasi-totalité de la basse vallée de la Kyrönjoki. La paroisse existe sous son nom et ses frontières actuelles depuis 1785.
Le 19 février 1714, l'armée russe écrase l'armée suédoise à la bataille de Napue, dans le cadre de la Grande guerre du Nord. Cette bataille conforte l'occupation de la Finlande par la Russie. C'est le début de la grande colère, une période très pénible pour la population civile finlandaise qui ne se conclura que lors du traité de Nystad 7 ans plus tard.
Le manoir d'Orisberg est construit au début du XIXe siècle. L'église et le clocher sont édifiés en 1831 selon les plans de Carl Ludwig Engel.
La commune peine à se maintenir au-delà des 5 000 habitants et à trouver des moteurs à son économie autres que l'agriculture qui emploie 20 % des actifs.

## Galerie

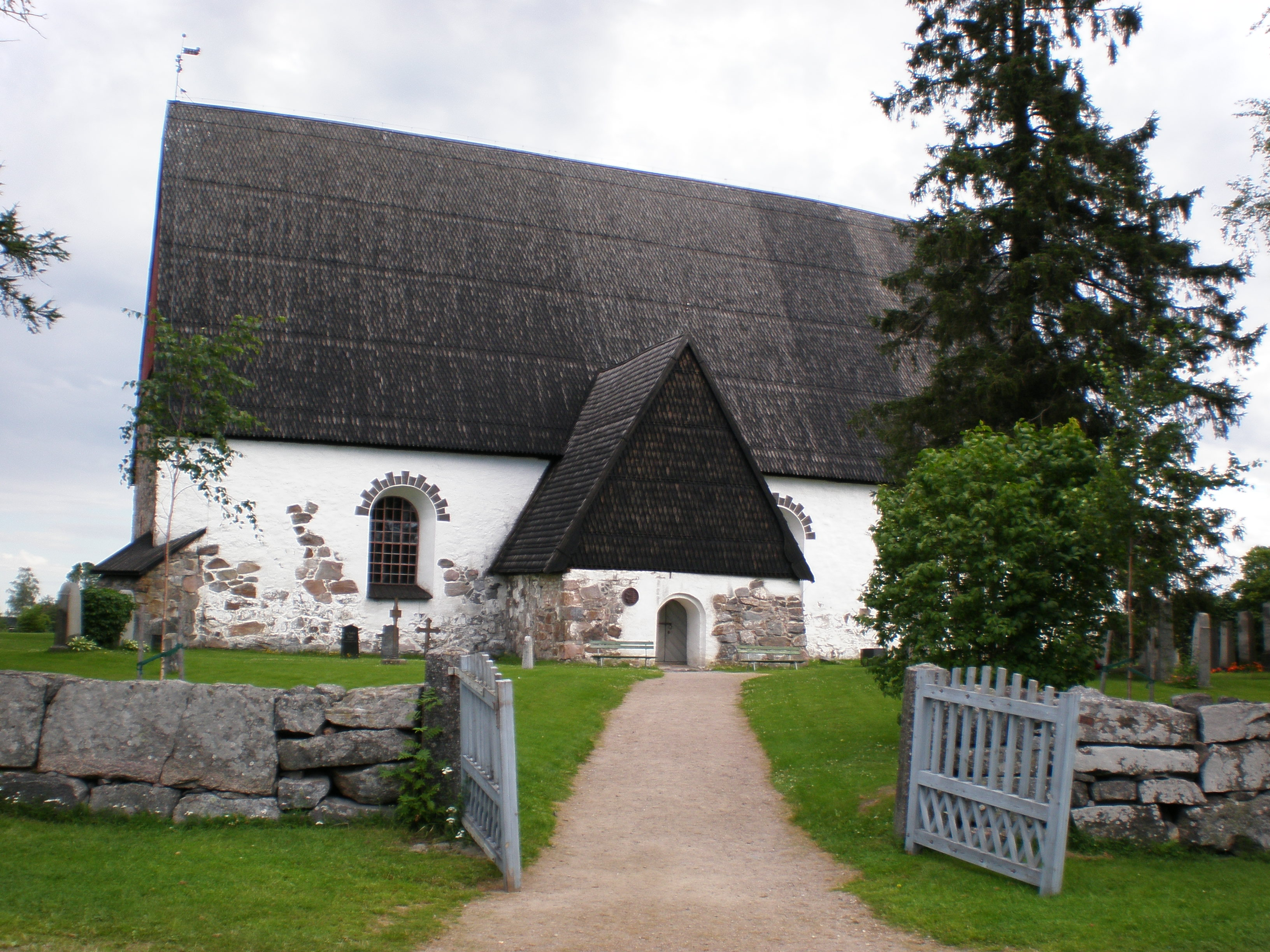
Ancienne église d'Isokyrö.
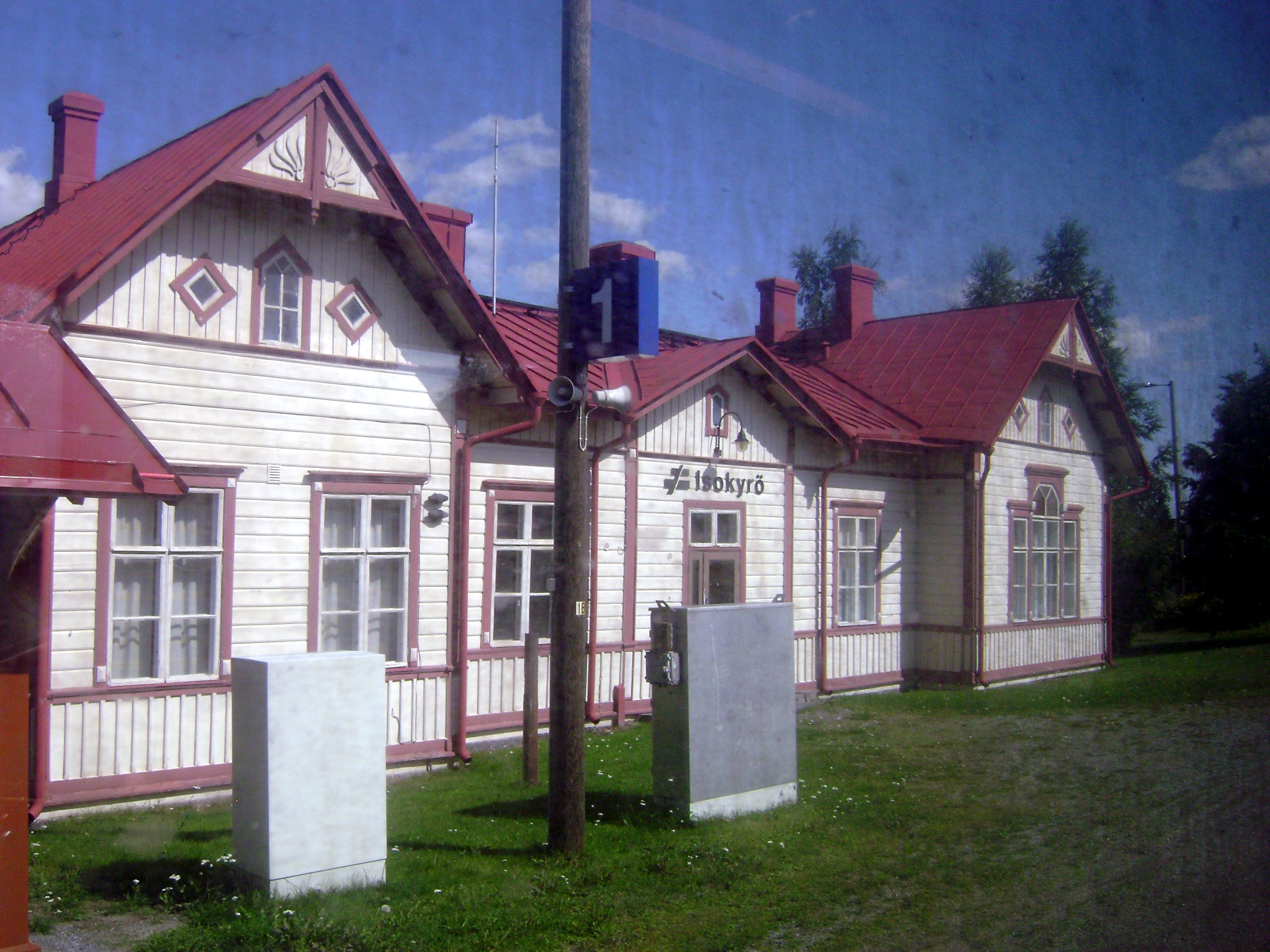
Gare ferroviaire d'Isokyrö.
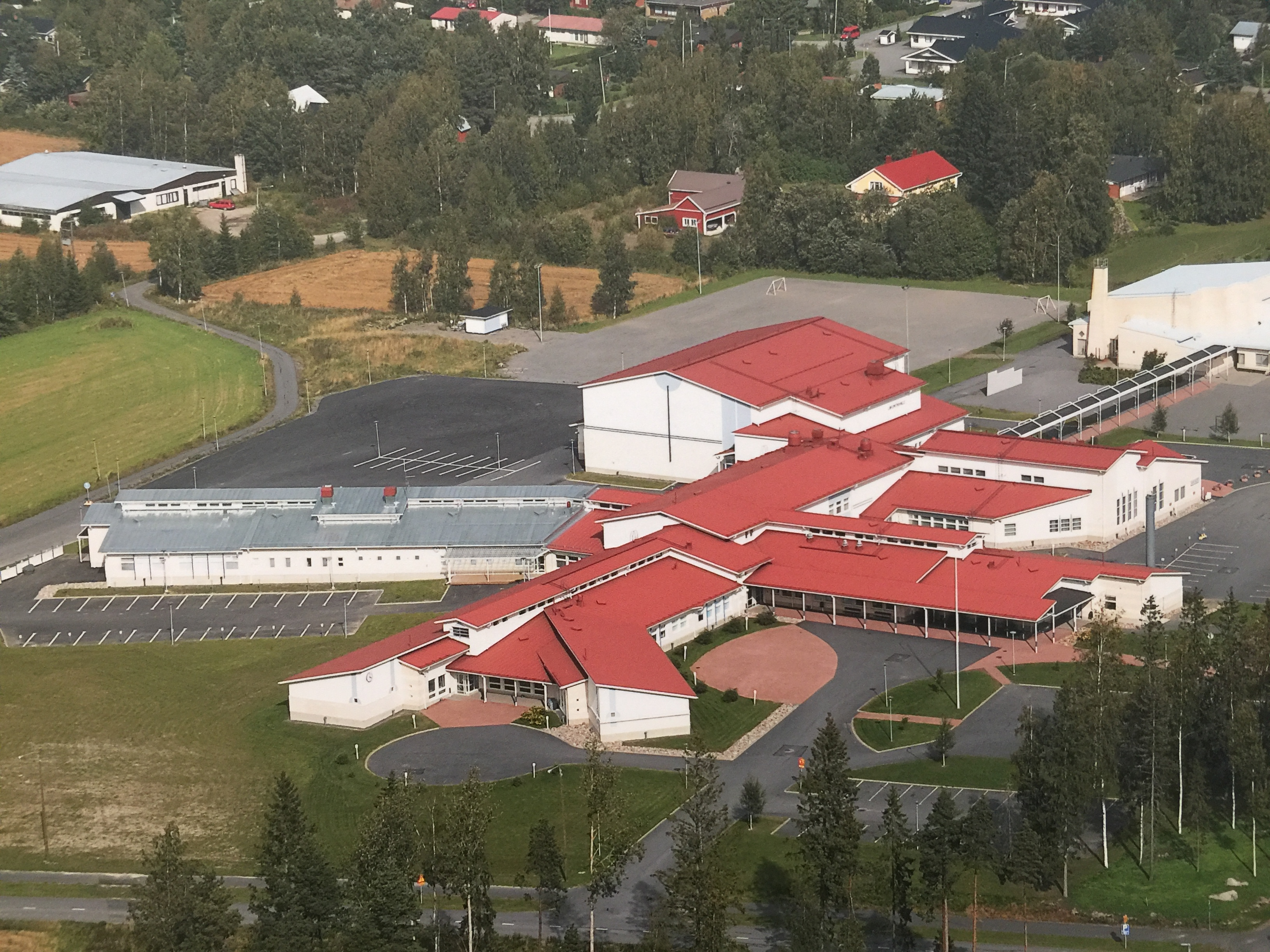
Lycée de Kyronmaa.
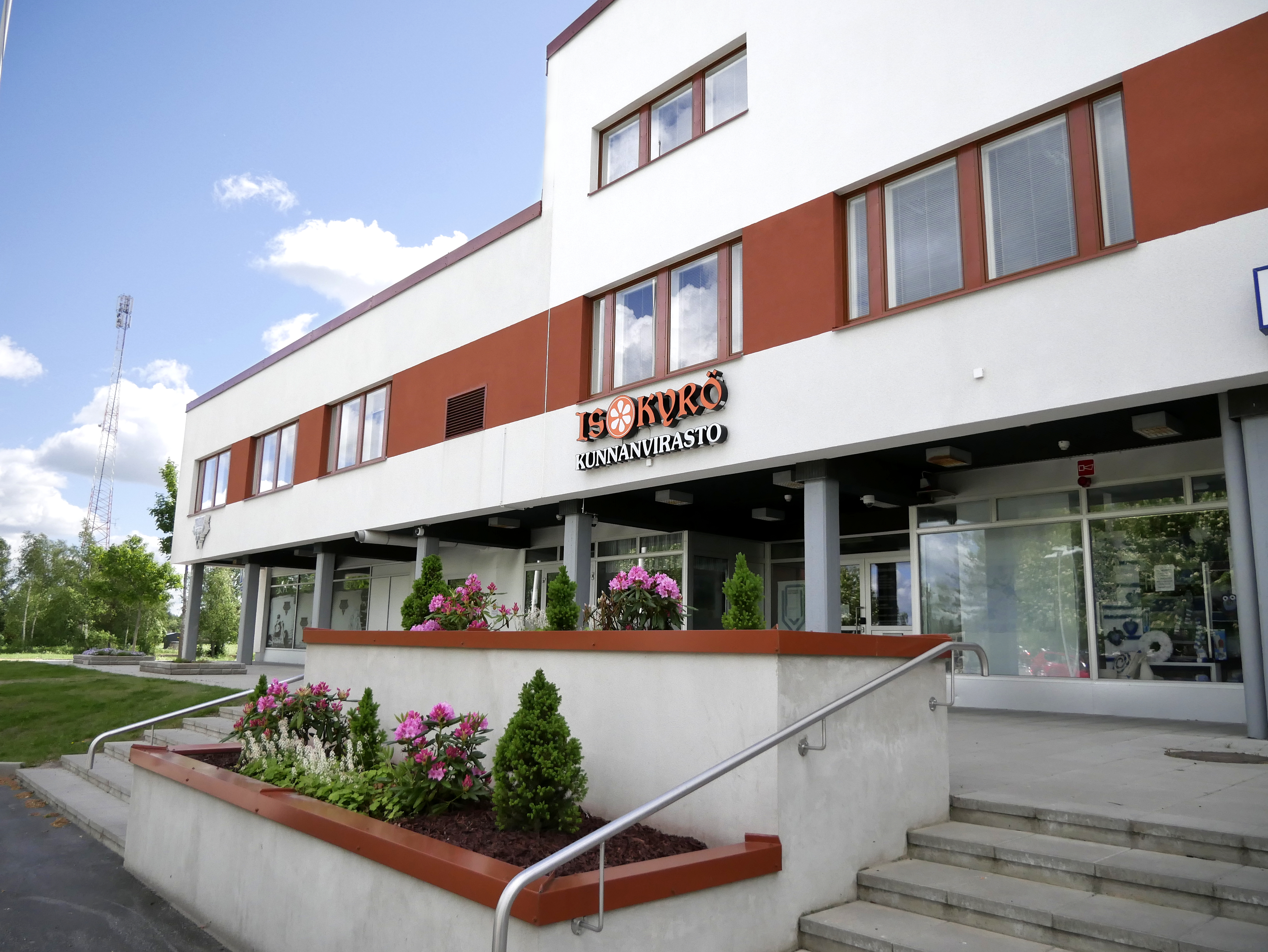
Mairie d'Isokyrö.
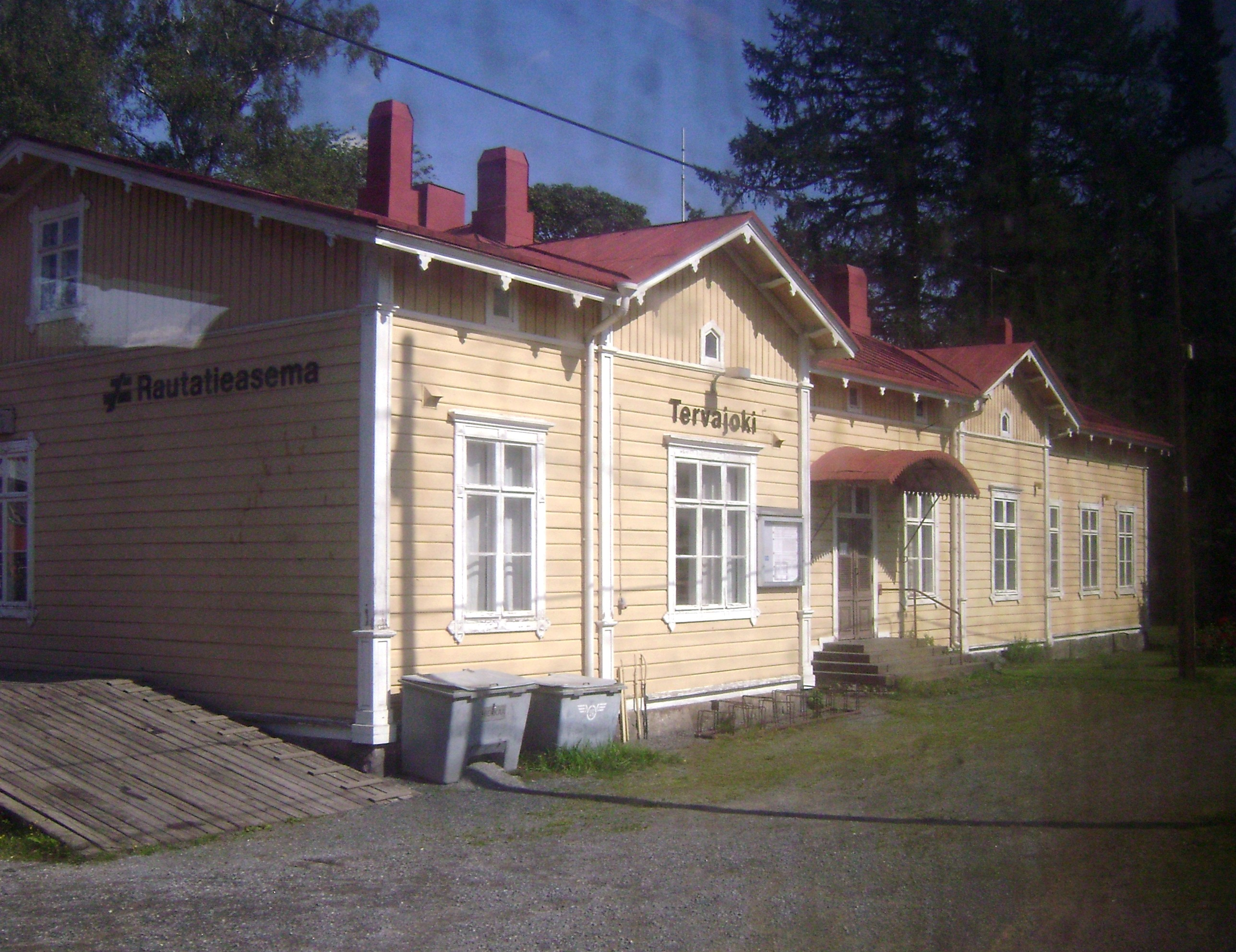
Gare ferroviaire de Tervajoki.
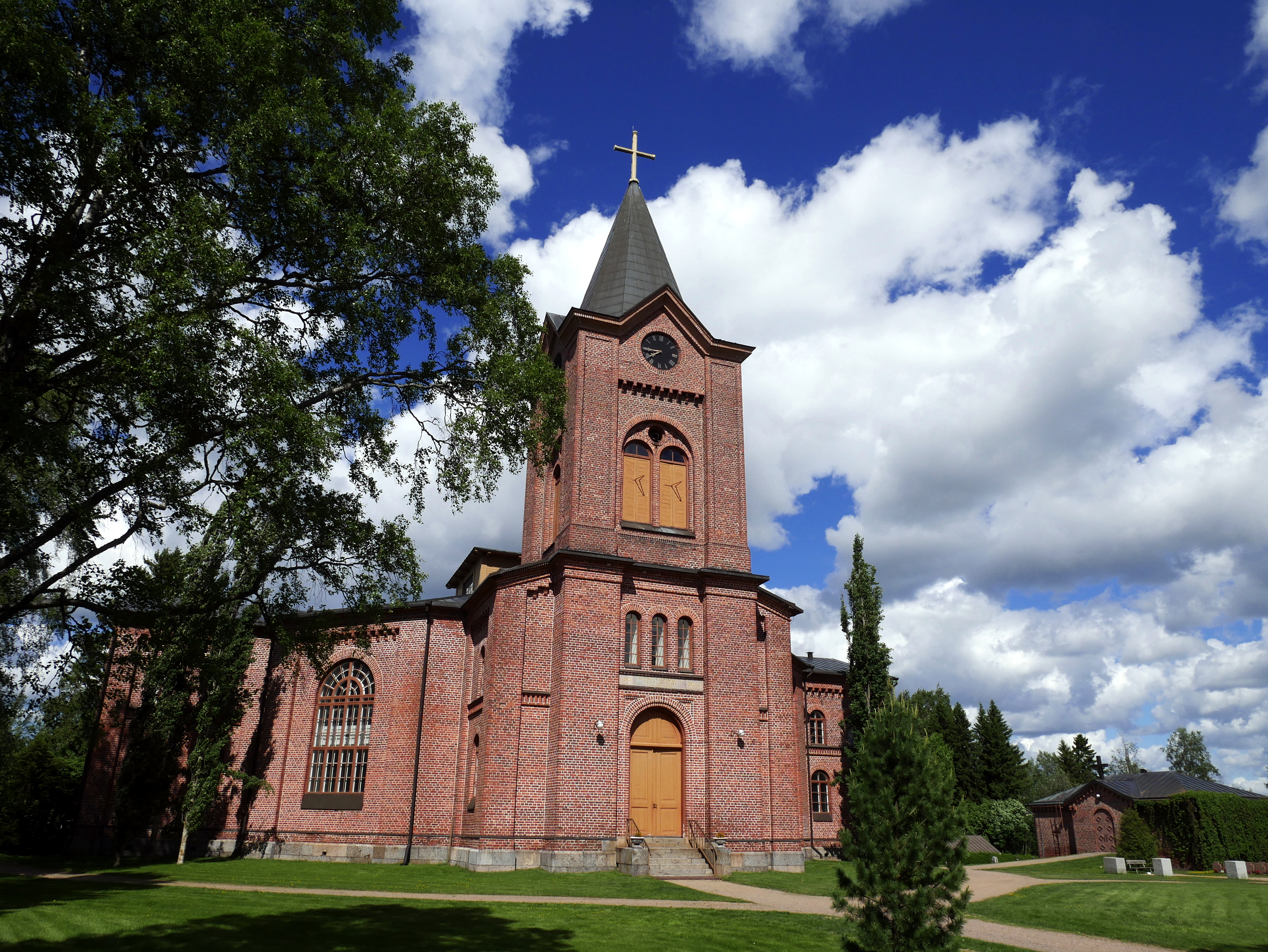
Église d'Isokyrö.
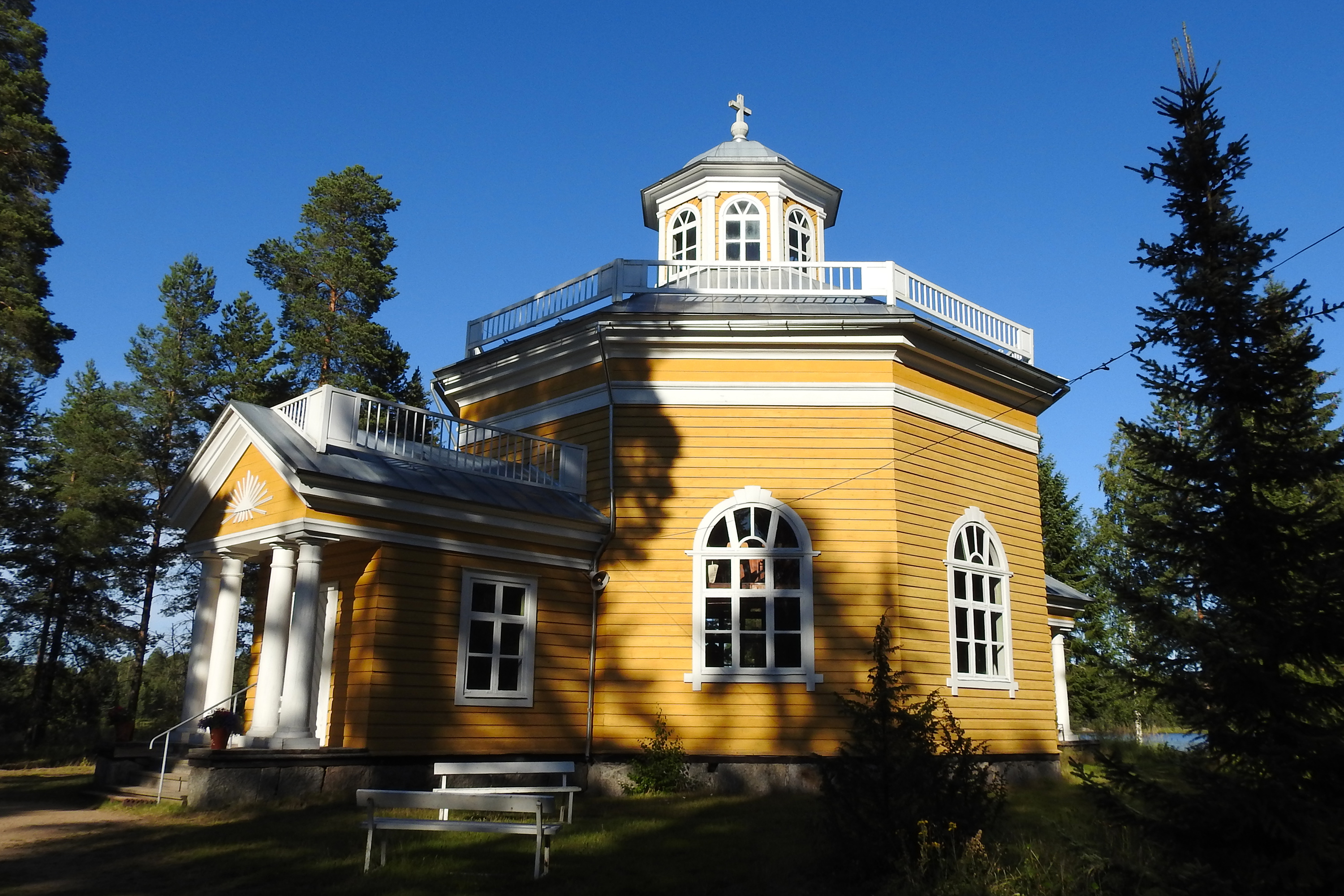
Église d'Orisberg
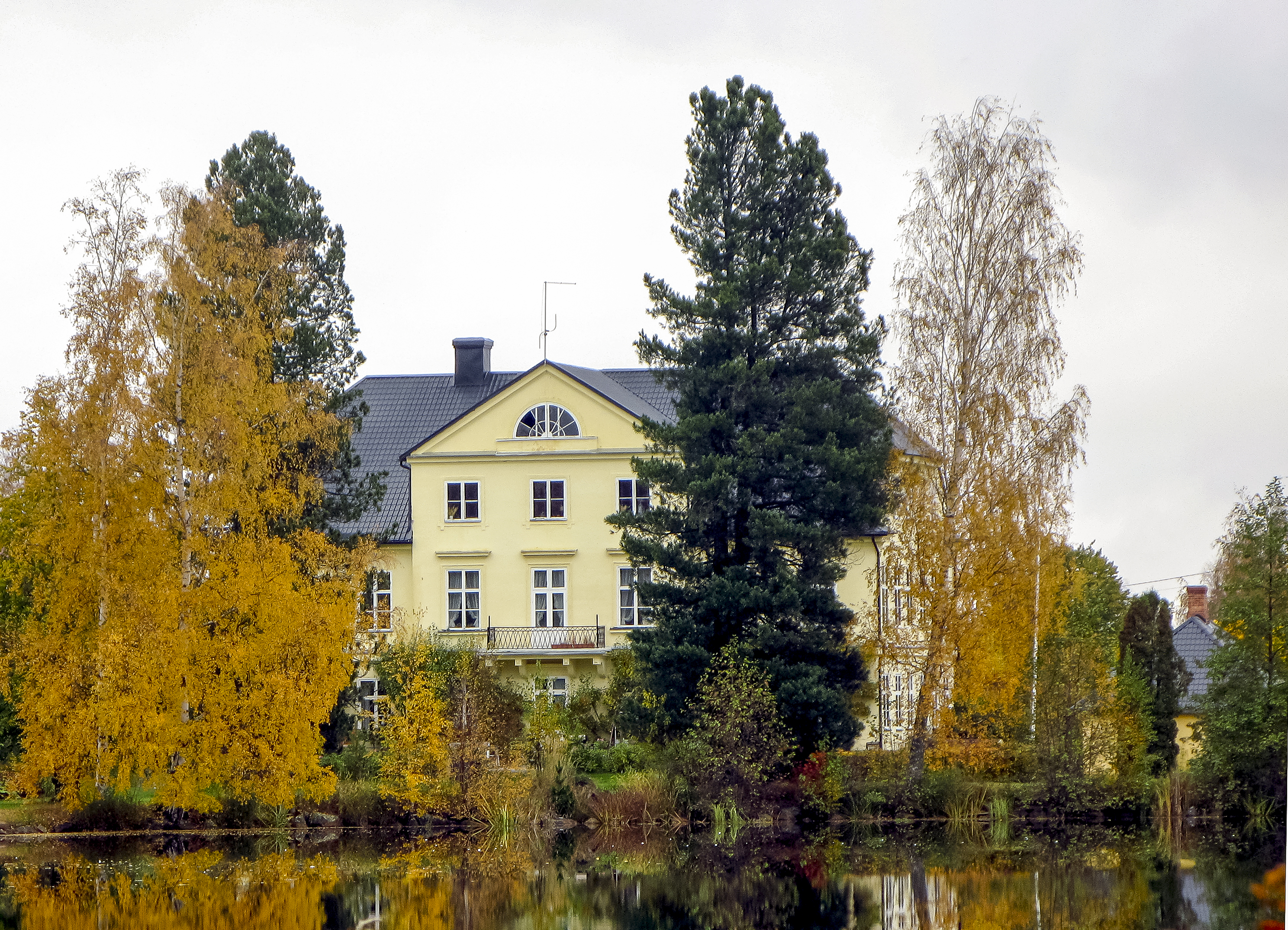
Manoir d'Orisberg.